# Jiangsu Zhengrong Nanzi Paiqiu Julebu 2015-2016
Questa voce raccoglie le informazioni riguardanti lo Jiangsu Zhengrong Nanzi Paiqiu Julebu nelle competizioni ufficiali della stagione 2015-2016.

## Organigramma societario
Area direttiva
- Presidente: Liu Dongfeng

Area tecnica
- Allenatore: Lu Weizhong
- Secondo allenatore: Zhang Yousheng
- Assistente allenatore: Chen Ping

Area sanitaria
- Medico: Gong Junjie

## Rosa
| N° | Nome          | Ruolo | Data di nascita  | Nazionalità sportiva |
| -- | ------------- | ----- | ---------------- | -------------------- |
| 1  | Li Chen       | C     | 24 marzo 1992    | Cina                 |
| 2  | Wei Jiacai    | C     | 25 gennaio 1995  | Cina                 |
| 3  | Zhou Hong     | P     | 1º ottobre 1986  | Cina                 |
| 4  | Lu Zhen       | S     | 7 marzo 1988     | Cina                 |
| 5  | Yu Yaocheng   | P     | 19 agosto 1995   | Cina                 |
| 6  | Zhang Chen    | S     | 28 giugno 1985   | Cina                 |
| 7  | Fang Haoyu    | C     | 24 agosto 1989   | Cina                 |
| 8  | Pan Chenyuan  | S/O   | 21 gennaio 1990  | Cina                 |
| 9  | Liu Xiangdong | S/O   | 23 febbraio 1993 | Cina                 |
| 10 | Yang Tianyuan | L     | 28 giugno 1994   | Cina                 |
| 11 | Dai Huaqiang  | L     | 16 gennaio 1994  | Cina                 |
| 12 | Xia Jin       | S     | 10 maggio 1991   | Cina                 |
| 13 | Li Shaojian   | C     | 14 agosto 1990   | Cina                 |
| 14 | Li Yu         | S     | 29 aprile 1994   | Cina                 |
| 15 | Li Zhu        | S     | 19 gennaio 1993  | Cina                 |
| 17 | Meng Xianyi   | P     | 18 febbraio 1988 | Cina                 |
| 18 | Yao Yongjing  | L     | 23 maggio 1987   | Cina                 |
| 19 | Huang Cao     | P     | 6 gennaio 1994   | Cina                 |

## Mercato
| Acquisti | Acquisti | Acquisti | Acquisti   |
| R.       | Nome     | da       | Modalità   |
| -------- | -------- | -------- | ---------- |
| S        | Li Zhu   | ?        | definitivo |

| Cessioni | Cessioni  | Cessioni | Cessioni   |
| R.       | Nome      | a        | Modalità   |
| -------- | --------- | -------- | ---------- |
| S/O      | Chen Ping | -        | ritirato   |
| S        | Gu Fei    | ?        | definitivo |
| S        | Tang Chao | ?        | definitivo |

## Risultati

### Volleyball League A

#### Regular season

##### Prima fase
| 1ª giornata - 15 novembre 2015 University of Technology Gymnasium, Nanchino | Jiangsu  | 1 - 3 | Zhejiang | 21-25, 25-20, 19-25, 23-25        |
| 2ª giornata - 19 novembre 2015 Deqing County Sports Center Stadium, Deqing  | Zhejiang | 2 - 3 | Jiangsu  | 25-20, 18-25, 18-25, 25-20, 11-15 |
| 3ª giornata - 22 novembre 2015 University of Technology Gymnasium, Nanchino | Jiangsu  | 3 - 2 | Hebei    | 25-18, 23-25, 25-21, 23-25, 15-12 |
| 4ª giornata - 26 novembre 2015 Shuangliu County Sports Center, Chengdu      | Sichuan  | 3 - 1 | Jiangsu  | 18-25, 25-14, 25-22, 29-27        |
| 5ª giornata - 29 novembre 2015 University of Technology Gymnasium, Nanchino | Jiangsu  | 2 - 3 | Fujian   | 25-27, 25-22, 25-22, 18-25, 9-15  |
| 6ª giornata - 3 dicembre 2015 Luwan Gymnasium, Shanghai                     | Shanghai | 3 - 1 | Jiangsu  | 24-26, 25-17, 25-23, 26-24        |
| 7ª giornata - 6 dicembre 2015 University of Technology Gymnasium, Nanchino  | Jiangsu  | 0 - 3 | Shanghai | 23-25, 23-25, 22-25               |
| 8ª giornata - 10 dicembre 2015 Shijiazhuang Zhongshan Stadium, Shijiazhuang | Hebei    | 0 - 3 | Jiangsu  | 19-25, 7-25, 20-25                |
| 9ª giornata - 13 dicembre 2015 University of Technology Gymnasium, Nanchino | Jiangsu  | 1 - 3 | Sichuan  | 21-25, 18-25, 25-23, 20-25        |
| 10ª giornata - 17 dicembre 2015 Fujian Normal University Gymnasium, Fuzhou  | Fujian   | 1 - 3 | Jiangsu  | 21-25, 25-20, 18-25, 19-25        |

##### Seconda fase
| 11ª giornata - 24 dicembre 2015 University of Technology Gymnasium, Nanchino | Jiangsu  | 0 - 3 | Beijing  | 20-25, 23-25, 16-25               |
| 12ª giornata - 27 dicembre 2015 University of Technology Gymnasium, Nanchino | Jiangsu  | 0 - 3 | Henan    | 22-25, 25-27, 20-25               |
| 13ª giornata - 31 dicembre 2015 Glory Stadium, Pechino                       | Beijing  | 3 - 0 | Jiangsu  | 25-20, 25-19, 25-23               |
| 14ª giornata - 3 gennaio 2016 Nanyang City Sports Center Stadium, Nanyang    | Henan    | 3 - 1 | Jiangsu  | 25-20, 22-25, 25-14, 25-18        |
| 15ª giornata - 7 gennaio 2016 University of Technology Gymnasium, Nanchino   | Jiangsu  | 1 - 3 | Shandong | 25-22, 22-25, 21-25, 19-25        |
| 16ª giornata - 10 gennaio 2016 University of Technology Gymnasium, Nanchino  | Jiangsu  | 2 - 3 | Bayi     | 25-21, 26-28, 25-23, 18-25, 12-15 |
| 17ª giornata - 14 gennaio 2016 Zibo City Sports Center Arena, Zibo           | Shandong | 3 - 0 | Jiangsu  | 25-18, 25-18, 25-16               |
| 18ª giornata - 17 gennaio 2016 University Students Gymnasium, Pechino        | Bayi     | 3 - 0 | Jiangsu  | 25-16, 25-20, 28-26               |

## Statistiche

### Statistiche di squadra
| Competizione        | Punti | In casa | In casa | In casa | In trasferta | In trasferta | In trasferta | Totale | Totale | Totale |
| Competizione        | Punti | G       | V       | P       | G            | V            | P            | G      | V      | P      |
| ------------------- | ----- | ------- | ------- | ------- | ------------ | ------------ | ------------ | ------ | ------ | ------ |
| Volleyball League A | 5     | 9       | 1       | 8       | 9            | 3            | 6            | 18     | 4      | 14     |
| Totale              | -     | 9       | 1       | 8       | 9            | 3            | 6            | 18     | 4      | 14     |

G = partite giocate; V = partite vinte; P = partite perse

### Statistiche dei giocatori
| Giocatore | Volleyball League A | Volleyball League A | Volleyball League A | Volleyball League A | Volleyball League A | Totale | Totale | Totale | Totale | Totale |
| Giocatore | P                   | PT                  | AV                  | MV                  | BV                  | P      | PT     | AV     | MV     | BV     |
| --------- | ------------------- | ------------------- | ------------------- | ------------------- | ------------------- | ------ | ------ | ------ | ------ | ------ |
| Dai H.    | ?                   | ?                   | ?                   | ?                   | ?                   | ?      | ?      | ?      | ?      | ?      |
| Fang H.   | ?                   | ?                   | ?                   | 29                  | ?                   | ?      | ?      | ?      | 29     | ?      |
| Huang C.  | ?                   | ?                   | ?                   | ?                   | ?                   | ?      | ?      | ?      | ?      | ?      |
| Liu X.    | ?                   | 310                 | 270                 | 26                  | 14                  | ?      | 310    | 270    | 26     | 14     |
| Li C.     | ?                   | ?                   | ?                   | ?                   | ?                   | ?      | ?      | ?      | ?      | ?      |
| Li S.     | ?                   | ?                   | ?                   | ?                   | ?                   | ?      | ?      | ?      | ?      | ?      |
| Li Y.     | ?                   | ?                   | ?                   | ?                   | ?                   | ?      | ?      | ?      | ?      | ?      |
| Lu Zhen   | ?                   | ?                   | ?                   | ?                   | ?                   | ?      | ?      | ?      | ?      | ?      |
| Li Zhu    | ?                   | ?                   | ?                   | ?                   | ?                   | ?      | ?      | ?      | ?      | ?      |
| Meng X.   | ?                   | ?                   | ?                   | ?                   | ?                   | ?      | ?      | ?      | ?      | ?      |
| Pan C.    | ?                   | ?                   | ?                   | ?                   | ?                   | ?      | ?      | ?      | ?      | ?      |
| Wei J.    | ?                   | ?                   | ?                   | ?                   | ?                   | ?      | ?      | ?      | ?      | ?      |
| Xia J.    | ?                   | ?                   | ?                   | ?                   | ?                   | ?      | ?      | ?      | ?      | ?      |
| Yang T.   | ?                   | ?                   | ?                   | ?                   | ?                   | ?      | ?      | ?      | ?      | ?      |
| Yao Y.    | ?                   | ?                   | ?                   | ?                   | ?                   | ?      | ?      | ?      | ?      | ?      |
| Yu Y.     | ?                   | ?                   | ?                   | ?                   | ?                   | ?      | ?      | ?      | ?      | ?      |
| Zhang C.  | ?                   | 231                 | 206                 | 13                  | 12                  | ?      | 231    | 206    | 13     | 12     |
| Zhou H.   | ?                   | ?                   | ?                   | ?                   | ?                   | ?      | ?      | ?      | ?      | ?      |

P = presenze; PT = punti totali; AV = attacchi vincenti; MV = muri vincenti; BV = battute vincenti